# Gilberto (ur. 1993)
Gilberto Moraes Júnior (ur. 7 marca 1993 w Campinas) – brazylijski piłkarz występujący na pozycji obrońcy w klubie Bahia. Wychowanek Botafogo, w swojej karierze grał także w takich zespołach jak Internacionalu, Hellas Verona oraz SL Benfica. Były młodzieżowy reprezentant Brazylii.